# Phenacovolva rosea
Phenacovolva rosea és una espècie de gastròpode marí de la família Ovulidae (falsos cauris). L'espècie parasita les gorgònies i s'alimenta d'aquestes, tot deixant els seus esquelets al descobert. Solen fer entre 10 i 20 mm de llargària. S'ha descobert que els espècimens no solen parasitar un mateix exemplar de corall, sinó que es traslladen tot canviant d'hoste. Alguns estudis han determinat la ingesta de pòlips per part de Phenacovolva rosea en 8,6 pòlips per dia.

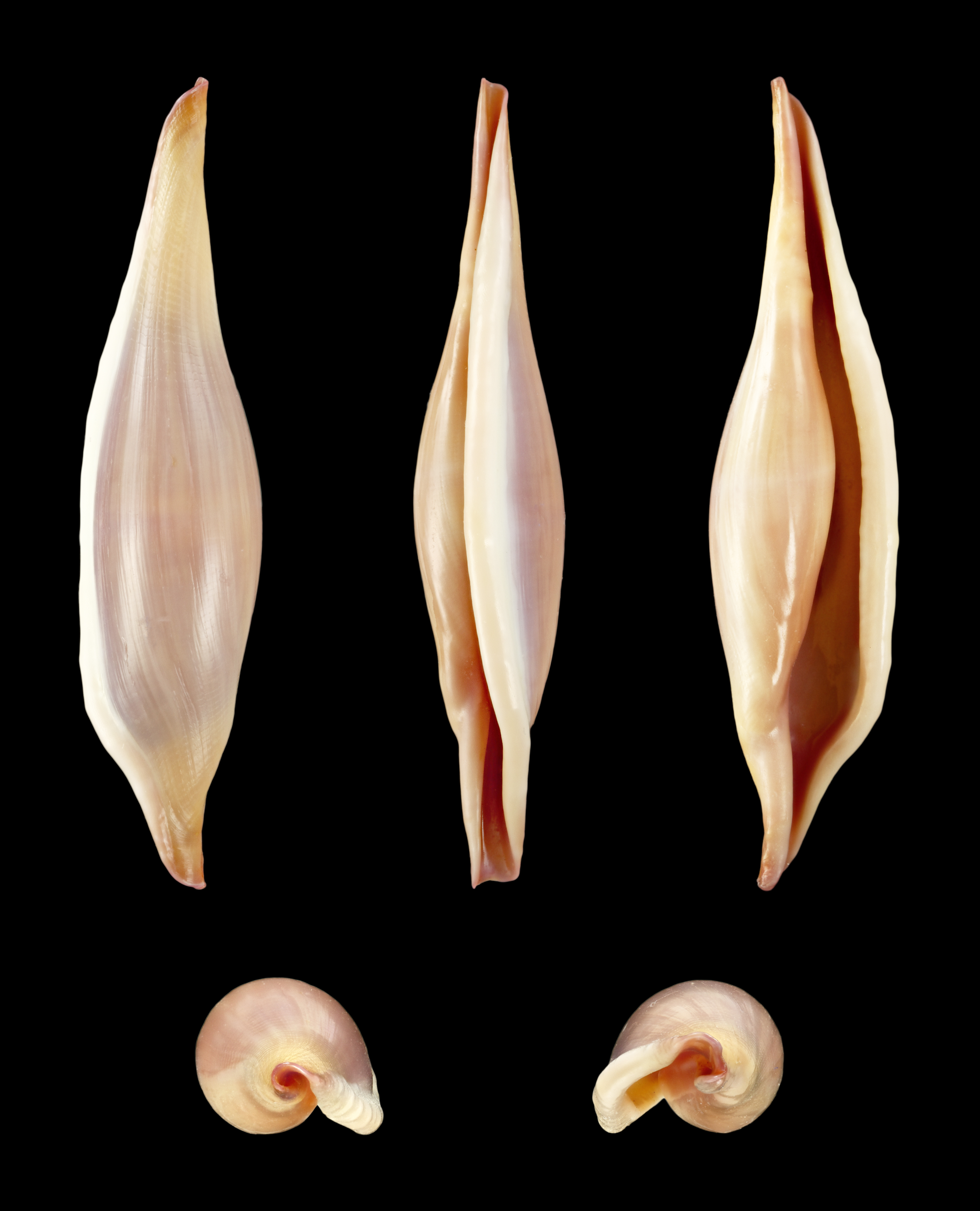
Conquilles